# Sommer-Paralympics 2016/Teilnehmer (Malawi)
| stlisierte Goldmedaille | stlisierte Silbermedaille | stlisierte Bronzemedaille |
| ----------------------- | ------------------------- | ------------------------- |
| —                       | —                         | —                         |

Malawi entsendete zu den Paralympischen Sommerspielen 2016 in Rio de Janeiro eine Athletin.

## Teilnehmer nach Sportart

### Leichtathletik
Frauen:
- Taonere Banda: 1500 Meter T12/13, Disqualifiziert in der Vorrunde